# Перегудов, Константин Викторович
Константин Викторович Перегудов (род. 6 июня 1969, Челябинск) — советский и российский хоккеист, нападающий. Мастер спорта СССР.

## Биография
Отец Виктор, а также дяди Юрий Перегудов, Владимир Данилов и Альберт Данилов тоже были хоккеистами.
Воспитанник челябинского «Трактора», тренеры Валерий Рякин, Владимир Угрюмов. В первенстве СССР дебютировал в сезоне 1986/87 — играл в высшей лиге за «Трактор» и в первой за «Металлург» Челябинск. В сезоне 1987/88 оказалса в СКА Свердловск из первой лиги, с конца следующего сезона стал играть за команду высшей лиги СКА Ленинград. В сезонах 1991/92 — 1993/94 выступал за «Торпедо» Ярославль, два сезона провёл в тольяттинской «Ладе». В сезоне 1996/97 сыграл один матч за клуб IHL «Лас-Вегас Тандер», выступал за «Торпедо» Ярославль и «Нефтяник» Альметьевск. В дальнейшем играл за «Мечел» Челябинск (1997/98 — 2002/03), «Трактор» (2002/03) и «Сталь» Аша (2003/04).
Бронзовый призёр чемпионата Европы среди юниоров 1987. Серебряный призёр (1995) и чемпион МХЛ (1996) в составе «Лады».